# Slavko Tomerlin
Slavko Tomerlin (Kešinci kraj Đakova, 2. ožujka 1892. – Zagreb, 26. siječnja 1981.) je bio hrvatski slikar. 

## Životopis
Školovao se na Višoj školi za umjetnost i umjetni obrt u Zagrebu (1908. – 1912.) i na Akademiji u Pragu (V. Bukovac). U Osijeku je vodio privatnu slikarsku školu (1919. – 1921.), potom živio u Zagrebu. Svijetlim bojama, mjestimice impresionističkom tehnikom, dopadljivim realističnim stilom slikao je krajolike i narativne prizore iz seljačkog i pastirskoga života s izrazitim folklornim naglaskom. Njegova najpoznatija umjetnička djela su "Ljubavni par u žitu", 1923. i "Seoska svadba", 1938.).